# 北村玲
北村玲（日语： Kitamura Akira，1965年—）是日本的藝術家、電子遊戲製作人和人物設計師，經常以“Famicon Akira”或“A.K”名義出現在職員表中。他曾在卡普空期間主導創作了洛克人系列並擔任前兩作的製作人，被稱為「洛克人之父」。

## 職業生涯
北村玲於1985年加入卡普空，1987年在紅白機上擔任了《洛克人》的設計師及製作人，創造了洛克人角色的靜態及動態形象，隨後由當時剛加入卡普空不久的新人稻船敬二為角色設計點陣圖型。北村還擔任《洛克人2》的遊戲總監，並在1989年《洛克人3》的開發過程中離開了卡普空。之後北村加入了遊戲開發商Takeru，在那裡他領導了名為《Cocoron》的遊戲開發，與後來的《洛克人10》有一些相似之處，他還在研究《聖鈴伝説リックル》的設計。
在1996年，北村離開了遊戲開發業。

## 評價
稻船敬二在2007年TGS上也特地澄清過這一點，表示榮耀歸於北村前輩。『我經常被稱為洛克人之父，但實際上，當我加入卡普空時，他的設計已經被創造出來了。我的導師（北村玲）是洛克人的設計師，他對角色應該是什麼樣子有一個基本的概念，所以我只做了一半的工作。』

## 作品
- [1985] セクションZ
- [1986] アレスの翼
- [1987] 洛克人
- [1987] 必殺 無賴拳
- [1988] Last Duel - Inter Planet War 2012
- [1988] 洛克人2
- [1989] 威洛之旅（WILLOW)
- [1990] 洛克人3
- [1991] Cocoron
- [1991] 懷舊1907 (ノスタルジア１９０７)
- [1992] 聖鈴伝説リックル
- [1992] 怪拳傑特(ファンキージェット)
- [1996] ヴァージン・ドリーム